# Норвегия на летних Олимпийских играх 1900
Норвегия впервые участвовала на летних Олимпийских играх 1900 и была представлена семью спортсменами в двух видах спорта. Страна заняла 16-е место в общекомандном медальном зачёте.

## Медалисты

### Серебро
| Серебро |                                                                        |                                              |
| №       | Спортсмены                                                             | Вид спорта (дисциплина)                      |
| 1       | Оле Эстмо                                                              | Стрельба (винтовка стоя, 300 метров)         |
| 2       | Оле Эстмо, Хелльмер Хермандсен, Том Сёберг, Оле Сетер, Олаф Фрюденлунд | Стрельба (винтовка среди команд, 300 метров) |

### Бронза
| Бронза |               |                                                |
| №      | Спортсмены    | Вид спорта (дисциплина)                        |
| 1      | Карл Андерсен | Лёгкая атлетика (прыжки с шестом)              |
| 2      | Оле Эстмо     | Стрельба (винтовка лёжа, 300 метров)           |
| 3      | Оле Эстмо     | Стрельба (винтовка с трёх позиций, 300 метров) |

## Результаты соревнований

### Лёгкая атлетика
| Соревнование    | Спортсмен     | Предварительный раунд | Предварительный раунд | Финал     | Финал     |
| Соревнование    | Спортсмен     | Результат             | Место                 | Результат | Место     |
| --------------- | ------------- | --------------------- | --------------------- | --------- | --------- |
| 200 метров      | Ингвар Брюн   | неизвестен            | 3                     | не прошёл | не прошёл |
| 400 метров      | Ингвар Брюн   | неизвестен            | 5                     | не прошёл | не прошёл |
| Прыжки в высоту | Карл Андерсен |                       |                       | 1,70 м    | 4         |
| Прыжки с шестом | Карл Андерсен |                       |                       | 3,20 м    | 3         |

### Стрельба
| Соревнование                        | Спортсмены                                                             | Финал     | Финал |
| Соревнование                        | Спортсмены                                                             | Результат | Место |
| ----------------------------------- | ---------------------------------------------------------------------- | --------- | ----- |
| Винтовка стоя, 300 метров           | Оле Эстмо                                                              | 299       | 2     |
| Винтовка стоя, 300 метров           | Хелльмер Хермандсен                                                    | 280       | 9     |
| Винтовка стоя, 300 метров           | Том Сёберг                                                             | 275       | 13    |
| Винтовка стоя, 300 метров           | Олаф Фрюденлунд                                                        | 271       | 16    |
| Винтовка стоя, 300 метров           | Оле Сетер                                                              | 239       | 26    |
| Винтовка с колена, 300 метров       | Оле Сетер                                                              | 293       | 12    |
| Винтовка с колена, 300 метров       | Хелльмер Хермандсен                                                    | 290       | 13    |
| Винтовка с колена, 300 метров       | Оле Эстмо                                                              | 289       | 15    |
| Винтовка с колена, 300 метров       | Том Сёберг                                                             | 272       | 21    |
| Винтовка с колена, 300 метров       | Олаф Фрюденлунд                                                        | 259       | 27    |
| Винтовка лёжа, 300 метров           | Оле Эстмо                                                              | 329       | 3     |
| Винтовка лёжа, 300 метров           | Хелльмер Хермандсен                                                    | 308       | 10    |
| Винтовка лёжа, 300 метров           | Том Сёберг                                                             | 301       | 16    |
| Винтовка лёжа, 300 метров           | Оле Сетер                                                              | 298       | 18    |
| Винтовка лёжа, 300 метров           | Олаф Фрюденлунд                                                        | 287       | 22    |
| Винтовка с трёх позиций, 300 метров | Оле Эстмо                                                              | 917       | 3     |
| Винтовка с трёх позиций, 300 метров | Хелльмер Хермандсен                                                    | 878       | 13    |
| Винтовка с трёх позиций, 300 метров | Том Сёберг                                                             | 848       | 17    |
| Винтовка с трёх позиций, 300 метров | Оле Сетер                                                              | 830       | 20    |
| Винтовка с трёх позиций, 300 метров | Олаф Фрюденлунд                                                        | 817       | 24    |
| Винтовка среди команд, 300 метров   | Оле Эстмо, Хелльмер Хермандсен, Том Сёберг, Оле Сетер, Олаф Фрюденлунд | 4290      | 2     |